# Aiglsbach
Aiglsbach este o comună din landul Bavaria, Germania.
Se află la o altitudine de 415 m deasupra nivelului mării. Are o suprafață de 40,03 km² și 39,85 km². Populația este de 1.768 locuitori, determinată în 30 septembrie 2019, prin actualizare statistică[*].